# Plan Ibarretxe
La Propuesta de Estatuto Político de la Comunidad de Euskadi, también llamada Propuesta del Parlamento Vasco para la convivencia en Euskadi cuando fue presentada por el presidente del Gobierno Vasco Juan José Ibarretxe, por lo que es conocida popularmente como Plan Ibarretxe, fue un proyecto de reforma del Estatuto de Autonomía del País Vasco de 1979.
El Nuevo Estatuto Político de Euskadi fue anunciado por el lehendakari Ibarretxe en el pleno de política general del Parlamento Vasco en septiembre de 2002 y presentado el 25 de octubre de 2003. El pleno del Parlamento Vasco lo aprobó el jueves 30 de diciembre de 2004 y decidió su envío al Congreso de los Diputados por mayoría absoluta, con 39 votos a favor y 35 en contra, siguiendo los cauces marcados por el artículo 46 del citado texto. En enero de 2005 el presidente del Parlamento Vasco entregó la propuesta de Estatuto al presidente del Congreso para su debate y votación, siendo rechazado el 1 de febrero por 313 votos en contra (PSOE, PP, IU, CC y CHA), 29 a favor (PNV, ERC, CiU, EA, NaBai y BNG) y 2 abstenciones (ICV).

## Características
Tal como se explicaba en el preámbulo, la propuesta de reforma del Estatuto de Autonomía consistía en la materialización de un derecho: «el ejercicio del derecho del pueblo vasco a decidir su propio futuro». El objetivo era que el País Vasco dejara de ser una comunidad autónoma para convertirse en un estado libre asociado, con lo que España se convertiría en un Estado confederal.
El Plan proponía un nuevo estatuto de autonomía, basándose en tres pilares:
- El pueblo vasco es un pueblo de Europa con identidad propia.
- El derecho del pueblo vasco a decidir su futuro; es decir, el derecho de autodeterminación.
- Las decisiones de los ciudadanos de cada región de Euskal Herria (las comunidadades autónomas del País Vasco y Navarra, así como la región del País Vasco francés) deben respetarse por las demás y por el resto de pueblos de Europa.

Además, la propuesta planteó una serie de reformas: 
- Libertad de relaciones con Navarra y el País Vasco francés, basada en el respeto a las decisiones que tomen cada una de las regiones.
- Un poder judicial autónomo.
- Que España garantizase una representación directa en Europa, tal y como ocurre en los Países Bajos, Bélgica o los distintos Estados de Alemania.
- Garantías de que el nuevo estatuto no pueda ser restringido o anulado unilateralmente. Para ello, se adaptaría el Tribunal Constitucional, se crearía una comisión bilateral para solucionar conflictos, y los tratados y acuerdos internacionales que afectasen a las competencias del País Vasco tendrían que ser aprobados por sus instituciones.
- Reconocimiento de ciudadanía y nacionalidad vasca a todos los habitantes de la Comunidad, permitiéndoles el disfrute o acreditación de la doble nacionalidad vasca y española. El poseer una u otra nacionalidad no supondría merma o incremento de derechos y obligaciones, por cuanto que estas cuestiones estarían aparejadas a la ciudadanía y no a la nacionalidad.
- Selecciones deportivas nacionales vascas oficiales.
- Competencias exclusivas en administraciones públicas, educación, cultura, deporte, política lingüística, asuntos sociales, sanidad, economía, hacienda, vivienda, medio ambiente, infraestructuras, transportes, seguridad pública, trabajo y seguridad social. Quedarían fuera defensa; legislación civil, mercantil y penal (sin perjuicio del derecho foral); marina mercante; nacionalidad española (inmigración, extranjería, derecho a asilo); producción, comercio, tenencia y uso de armas y explosivos; control del espacio aéreo; y política exterior.

El plan se tramitó, como una reforma del estatuto de autonomía vasco, en varias etapas:
1. Presentación extraparlamentaria de la propuesta del lehendakari.
2. Debate extraparlamentario.
3. Presentación y debate en el Parlamento Vasco.
4. Aprobación por mayoría absoluta por el Parlamento Vasco.
5. Remisión a las Cortes Generales y negociación con el Estado para su tramitación como ley orgánica.
6. Ratificación en referendo por la sociedad vasca.

## Principales posturas de los partidos políticos
El apoyo principal a la propuesta de nuevo Estatuto provino de los grupos que componían el Gobierno Vasco (Partido Nacionalista Vasco, Eusko Alkartasuna y Ezker Batua-Berdeak). A pesar de ello, los tres grupos del tripartito gobernante plantearon enmiendas propias. Ezker Batua-Berdeak propuso enmiendas parciales a todos los artículos, aunque finalmente dio su voto favorable en el Parlamento Vasco.
El Partido Popular y el Partido Socialista Obrero Español, partidos mayoritarios en el Parlamento español, pero entonces en la oposición en el Parlamento Vasco, lo acusaron de:
- Ser un plan encubiertamente secesionista, que busca la independencia del País Vasco a medio plazo.
- Ser inconstitucional y estar fuera del marco de la Unión Europea. El Parlamento Europeo se desvinculó de este debate, declarando que era un asunto interno de España.
- Compartir objetivos con el proyecto político del nacionalismo radical y, por tanto, "dar alas" a ETA.
- Unilateralidad, al haber sido redactado sin un debate previo con los no nacionalistas.
- Un plan que llevaría a la quiebra económica al País Vasco.

Algunos de estos razonamientos fueron cuestionados por el Gobierno Vasco: PSOE y PP no participaron en la comisión del parlamento que redactó el proyecto de nuevo Estatuto (a diferencia del proceso que se siguió en Cataluña); y la banda terrorista ETA había condenado la propuesta.
El Gobierno del PP planteó un recurso de inconstitucionalidad ante el Tribunal Constitucional, que no fue admitido a trámite. Algunos de sus componentes manifestaron dudas sobre la posible constitucionalidad de su contenido. Por su parte, uno de los «padres de la Constitución», Miguel Herrero de Miñón, no dudaba sobre la legitimidad de la propuesta, aunque sugería una serie de cambios en unos 10 artículos para aclarar las dudas sobre la supuesta inconstitucionalidad del texto.
Batasuna lo rechazó, acusándolo de consolidar la unión con el Estado español, por permitir la coexistencia de la nacionalidad vasca y la española en el País Vasco y por limitarse a un plan que abarcaba a tan solo tres de las originarias siete provincias de Euskal Herria. Sin embargo, durante la votación de la propuesta en el Parlamento Vasco, Arnaldo Otegi, portavoz del grupo Sozialista Abertzaleak leyó una carta del parlamentario y miembro de ETA fugado Josu Urrutikoetxea, justificando su apoyo al plan, tras lo cual tres miembros de este grupo votaron a favor de la propuesta y otros tres en contra. Sin estos votos la propuesta no habría salido adelante en el Parlamento Vasco, por lo que finalmente el apoyo de Batasuna fue determinante para la aprobación del plan, y la futura discusión en el Congreso de los Diputados.
El secretariado de la Conferencia Episcopal Española lo consideró «moralmente inaceptable, insolidario, excluyente» por entender que anteponía «sus aspiraciones políticas a los derechos de las personas». Otros obispos, como el de San Sebastián, Juan María Uriarte, se desmarcaron de dicha opinión y la consideraron «no vinculante».
La encuesta de noviembre de 2004 realizada por el Departamento de Ciencia Política de la Universidad del País Vasco denominada comúnmente como Euskobarómetro, indicó que la mayor parte de los vascos estarían dispuestos a votar en un eventual referéndum, aunque este no cumpliera con los requisitos constitucionales. Entre los que irían a votar, la opción mayoritaría es el "Sí", con un 30% de los votos, frente al 21% de apoyos que recibe el "No". El 33% de las personas que irían a votar no habría decidido aún su voto. Sin embargo, el 60% de los encuestados consideraba estar poco o nada informado sobre el contenido y las consecuencias de la propuesta planteada.

El lehendakari Ibarretxe se declaró dispuesto a someter la propuesta a una consulta en su comunidad «en un escenario ausente de violencia», sea cual fuera el resultado de la votación en el Congreso español, en el que las fuerzas contrarias a la propuesta contaban con una amplia mayoría. Ante lo cual, el PP modificó el Código Penal para crear un artículo que castigara con pena de cárcel para aquel que convocara referendos sin la aprobación del Gobierno español. Dicho artículo fue derogado en 2005 por parte del Gobierno del PSOE como parte de sus promesas electorales de 2004.